# Прилипко, Леонид Иванович
Леонид Иванович Прилипко (1907—1983) — советский ботаник, геоботаник, лесовед; доктор биологических наук, профессор, исследователь флоры и растительности Кавказа.

## Биография
Леонид Иванович родился 23 января 1907 года в Тифлисе семье служащего; отец его умер через год после рождения сына. В 1944 году женился на Галине Елисеевне Капинос (1912—2012), специалисте в области эмбриологии растений; их сын Леонид Леонидович Прилипко (1945—2007) — специалист в области биологической психиатрии.
В 1924 году окончил Тбилисский химический техникум, а в 1930 году Тбилисский государственный университет.
С 1932 по 1972 года был заведующим секцией геоботаники сектора ботаники Азербайджанского отделения Закавказского филиала АН СССР (позже на базе этого сектора был организован Институт ботаники АН Азербайджанской ССР).
В 1953 году защитил докторскую диссертацию на тему «Лесная растительность Азербайджана». С 1972 года и до последних дней жизни работал в Главном ботаническом саду АН СССР в Москве, где возглавлял работы по охране редких и исчезающих видов природной флоры.
Автор обработок почти 200 родов из 51 семейств 8-томной «Флоры Азербайджана», а также ряда изданий: «Растительность Кавказа», «Дендрофлора Кавказа», «Деревья и кустарники Азербайджана», «Леса СССР» и других. Им составлены карты растительности Азербайджана (1965 год) и разработано геоботаническое районирование республики.
Большое внимание уделял подготовке научных кадров, им подготовлено более 30 кандидатов наук. В течение длительного времени он преподавал в высших учебных заведениях Азербайджана.
Являлся членом Всесоюзного ботанического общества, Географического общества СССР, Совета ботанических садов СССР.

## Избранные труды
Леонид Иванович является автором и соавтором более 200 работ, некоторые из них.
- Прилипко Л. И. Растительные отношения в Нахичеванской АССР. — Баку : Изд-во АзФАН СССР, 1939. — 198 с. — (Труды БИН АзФАН СССР; т. 7).
- Прилипко Л. И. Лесная растительность Азербайджана. — Баку : Изд-во АН АзССР, 1954. — 488 с.
- Прилипко Л. И. Деревья и кустарники Азербайджана :  [азерб.]. — Баку : Изд-во АН АзССР, 1961. — Т. 1 : Гинкговые — Березовые. — 322 с.
- Прилипко Л. И. Растительный покров Азербайджана. — Баку : Элм, 1970. — 170 с.
- Прилипко Л. И. Растительность Кавказа. — М. : Наука, 1975. — 233 с. (Совместно с В. З. Гулисашвили и Л. Б. Махатадзе).

## Таксоны растений, названные в честь Л. И. Прилипко
- Allium leonidis Grossh. (1936) = Allium woronowii Miscz. ex Grossh.
- Argyrolobium prilipkoanum Grossh. (1948)
- Artemisia prilipkoana Rzazade (1955) = Artemisia szowitziana (Besser) Grossh.
- Astragalus prilipkoanus Grossh. (1936)
- Iris prilipkoana Kem.-Nath. (1951) = Iris demetrii Achv. & Mirzoeva
- Salvia prilipkoana Grossh. & Sosn. (1944)
- Scutellaria prilipkoana Grossh. (1945)
- Silene prilipkoana Schischk. (1936) = Silene arguta Fenzl
- Stipa prilipkoana Grossh. (1929) = Stipa arabica Trin. & Rupr.
- Taraxacum prilipkoi Czerep. (1995)
- Tilia prilipkoiana Grossh. & J.Wagner (1932) = Tilia caucasica Rupr.